# Посинкович, Вилим
Ви́лим Поси́нкович (хорв. Vilim Posinković; род. 10 января 1991, Сараево, Югославия) — хорватский футболист, нападающий клуба «Линт 04», выступающего в швейцарской Первой лиге, четвёртой по уровню лиге страны.
В 2011 году перешёл из клуба «Лучко» в турецкий «Кайсери Эрджиесспор», выступавший в первой лиге. Провёл 15 матчей, забил два мяча. Завершал сезон 2011/12 на правах аренды в «Гиресунспоре», выбывшем по его итогам во вторую лигу.
В составе клуба РоПС завоевал серебряные медали чемпионата Финляндии 2015. Покинув Финляндию, выступал за команды Греческой футбольной лиги.